# 佘翹
佘翹（1567年—1612年），字聿雲。明朝銅陵縣合二耆（今郊區大通鎮）人。

## 生平
按察使佘敬中之子。叔父佘毅中為万历二年进士。四歲讀書成誦。博學能文，曾受到湯顯祖的赏识，称为“小友”。萬曆十九年（1591年）辛卯科應天鄉試舉人，後試春官屢不第，授徒三十年。萬曆四十年（1612年），應池州知府李思恭之聘編修《池州府志》，編次未幾，於同年八月病逝。一生著述頗豐，以傳奇《量江記》成就突出。另有傳奇《赐环记》，杂剧《锁骨菩萨》等。